# Линия M1 (Милан)
Линия M1 (итал. Linea M1) — первая линия Миланского метрополитена, соединяющая северо-восточную часть города с западной, где линия разветвляется в северо-западном и юго-западном направлении. Конечные станции: Сесто ФС (Sesto FS), Ро-Фьера-Милано (Rho Fiera Milano) и Бисчелье (Bisceglie). Линия M1 также известна как «красная линия» из-за цвета на карте метрополитена и цвета, используемого в оформлении станций и поездов. Красная линия пересекает линию М2 на станциях Лорето (Loreto) и Кадорна (Cadorna) и линию М3 на станции Дуомо.

## История
Красная линия была построена раньше других линий миланского метро. Работы начались в 1957 году, первый перегон был открыт в 1964 году между станциями Сесто-Марелли (Sesto Marelli) и Лотто (Lotto).
Даты завершения строительства участков:
- 1 ноября 1964: Sesto Marelli — Lotto;
- 2 апреля 1966: Pagano — Gambara (nuova diramazione);
- 18 апреля 1975: Gambara — Inganni;
- 8 ноября 1975: Lotto — QT8;
- 12 апреля 1980: QT8 — San Leonardo;
- 28 сентября 1986: San Leonardo — Molino Dorino и Sesto Marelli — Sesto FS;
- 21 марта 1992: Inganni — Bisceglie;
- 19 декабря 2005: Molino Dorino — Rho Fiera.

## Депо и подвижной состав

Схема первой линии Миланского метро

## Пересадки
| Пересадка на линию | Со станции | На станцию |
| ------------------ | ---------- | ---------- |
|                    | Лорето     | Лорето     |
|                    | Дуомо      | Дуомо      |
|                    | Кадорна    | Кадорна    |
|                    | Лотто      | Лотто      |

С 4 линии на 1.